# Otisto 23
 (mai 2025).
L'article doit être relu — et modifié si nécessaire — par des contributeurs indépendants pour apporter un regard critique aux contributions effectuées en violation des conditions d'utilisation de Wikipédia, tant sur la forme (notamment concernant le style encyclopédique, la proportionnalité) que sur le fond (la neutralité de point de vue, la qualité et l'indépendance des sources).
Otisto 23, pseudonyme de Dominique Poutet, est un musicien et réalisateur artistique français né le 24 septembre 1974 à Cannes.

## Biographie
Pianiste de formation classique, Dominique Poutet est cofondateur, directeur artistique et ingénieur du son des labels DTC Recordset Breakz,.
Engagé dans une démarche de transmission du savoir depuis toujours, Dominique Poutet est également formateur en M.A.O., certifié par Ableton. Il a mené de nombreux stages, master classes et formations.

## Distinctions et récompenses
Album de l'année Jazz Magazine pour l'album Over the clouds avec Laurent de Wilde (2012)
Nomination aux Victoires du Jazz pour la production et la réalisation de l'album Electric Epic (Guillaume Perret) (2011)

## Discographie

### Composition d'albums sous "Otisto 23" (en duo avec le pianiste et compositeur Laurent de Wilde)
- 2014 : Fly Superfly (Laurent de Wilde vs Otisto23)[7]
- 2010 : Fly! (Laurent de Wilde vs Otisto23)[8],[9]
- 2007 : PC Pieces (Laurent de Wilde vs Otisto23)[10]

### Productions et réalisation d'albums
- 2014 : Synthesis (Gaël Horellou) (sortie prévue pour 2015)
- 2014 : Disconnected EP (Manu Ferrantini)
- 2014 : Open Me (Guillaume Perret & The Electric Epic)
- 2014 : Loan in Space Time (Loan featuring Juice Aleem, The Space Ape, Bang on and Antipop Consortium)
- 2014 : Aquatik Baby (Dandy Freaks)
- 2014 : Movie'zz (Laurent Robin & The Skyriders)[11]
- 2014 : Legacy (Gaël Horellou feat. Abraham Burton)[12]
- 2013 : China Expedisound (Remix Contest)
- 2013 : 12 secrets of a lady (Sophie Darly)
- 2012 : Over the clouds (Laurent de Wilde trio)[13]
- 2012 : Drop circles E.P. (Loan)[14]
- 2011 : Gayar Natir (Ti Fock)
- 2011 : Red Nails (Red Rails)
- 2011 : Album 1 (Under Kontrol)
- 2011 : Remix (Grigri Breakers)
- 2010 : Electric Epic (Guillaume Perret & The Electric Epic)
- 2009 : Grigri Breakers[15]
- 2006 à 2008 :

Production et réalisation des albums de : Nicolas Cante Piano Mekanik Kantatik, Sam Karpienia trio (l'autre distribution), Loan (DTC records/IOT Records), Abraxxxas (IOT Records).
Production de PC Pieces et double album de remixes (Nocturne/DTC records) en duo (Laurent de Wilde vs Otisto23). Jingle TV Champions League (L'Équipe 21). Composition de la bande musicale régie télévisuelle des sports Paris Dakar. Concerts en France et à l'international (festivals et échanges artistiques avec la Mongolie, Chine, Inde, Mexique et Mexique).
- 2006 à 2007 :

Production du troisième album pour Arambol Production.
Nombreuses productions en tant qu'ingénieur du son et réalisateur : Cosmik Connection "grand panache", Laurent de Wilde Trio et NHX II.
- 2003 à 2005 :

Production de deux albums pour Arambol Production Goa (Inde), Paris.
Production studio (Prises de son, Mixage, Mastering) et tournées de Laurent de WILDE & Gaël Horellou sur Organics.
Tournée en France, Brésil, Canada, Espagne, Grande-Bretagne.
- 1998 :

Travaux de composition pour l’industrie du jeu vidéo Paris, Muséum d’Histoires Naturelles, EMME Interactive.
La Française d’Image, Canal + Interactif.
Enregistrement et mixage de l’album de Anne Ducros, Barbizon / Produit en collaboration avec Didier Lockwood.

## Formateur et intervenant en MAO
- 2013 à 2014 :

Création d'un cursus en trois ans de formation initiale aux Métiers de la Musique, Cours Florent « Florent Musique », divers Master classes en Inde, Instituts Français et alliances Françaises, Conservatoire de St Denis de la Réunion, Trempolino à Nantes et Sciences Po Paris.
Conférence sur Le numérique et l'imaginaire avec Aurélie Filippetti, conseiller technique sur l’écriture du livre de Laurent de Wilde Les fous du son(ed. Grasset).
Audit Artistique pour divers groupes de musique (Kabbalah, Glück, Géraud Portal Quintet).
« Beta Testeur » et « Product Owner » de la Société d'édition du logiciel MAO Ableton « Live », 1er « Certified Trainer » français chez Ableton « Live ».
- 2005 à 2013 :

Formateur principal lors de "masterclass" sur Ableton Live, Paris, Ircam, Marseille, Rennes, Lille, Lyon, Pekin, La Réunion.
Recherche appliquée sur la synchronisation de la musique, de la vidéo et du mouvement.
Formateur en Réalisation Artistique pour l'organisme.
- 1999 à  2002 :

Création et mise en place du stage de formation MAO, CIFAP Montreuil Formateur MAO.
Démonstrateur Steinberg, Magix, Sonic Foundry, Emagic, Ableton, Sonic Solution, Digidesign, MOTU.
Intervenant dans d’autres stages multimédia et montage vidéo.